# Первая Синюха
Первая Синюха — хутор в Лабинском районе Краснодарского края. Административный центр Первосинюхинского сельского поселения.

## География
Хутор расположен на правом берегу реки Синюха, в 27 км к востоку от районного центра — города Лабинска.

## История
Хутор Синюха (Синюховский) был основан в 1870 году на землях станицы Вознесенской.

## Население
| 2002 | 2010  |
| ---- | ----- |
| 1803 | ↘1709 |

По данным переписи 2002 года, в национальной структуре населения хутора преобладают русские (77 %).

## Улицы
| - ул. Гагарина, - ул. Заречная, - ул. Интернациональная, - ул. Ленина, - ул. Мира, - ул. Молодёжная, | - ул. Набережная, - пер. Проточный, - пер. Родниковый, - ул. Свободы, - пер. Советский, - пер. Школьный. |